# Apicia entochyna
Apicia entochyna är en fjärilsart som beskrevs av Dyar 1915. Apicia entochyna ingår i släktet Apicia och familjen mätare. Inga underarter finns listade i Catalogue of Life.